# Maurolicus muelleri
La anchoa de fondo, luciérnaga perlada (en Cuba), pez hacha (en Uruguay) o yoalaakaci (en Argentina) (Maurolicus muelleri), es una especie de pez de la familia de los esternoptíquidos o peces hacha.
Su nombre científico deriva del griego mauros (oscuro) y lykos (lobo).
Su pesaca es de escaso valor comercial.

## Anatomía
Se ha descrito una captura de 8 cm de longitud, aunque su tamaño máximo suele estar en unos 4 cm y una edad máxima de 3 años. No tiene espina ni en la aleta dorsal ni en la anal, con unos 10 radios blandos en la dorsal y unos 20 en la anal, con un color del cuerpo plateado sobre una espalda azul-verdosa.

## Distribución y hábitat
Es un pez marino batipelágico de aguas profundas, que habita en un rango de profundidad entre 0 y 1524 metros, aunque normalmente se encuentra entre los 300 y 400 metros de profundidad. Se distribuye por todo el océano Atlántico, entre los 72° de latitud norte y 55° de latitud sur y entre los 98° de longitud oeste y 41° este, incluidos mares que conectan con este océano como el mar Mediterráneo, mar Negro, mar Caribe o mar Báltico, así como por el sudeste del océano Pacífico por toda la costa sudamericana de este océano.
Viven en las profundidades del océano, teniendo migraciones diarias en vertical, bajando a unos 150 a 250 metros durante el día y subiendo a unos 50 metros durante la noche. Es un alimentador selectivo cíclico de copépodos y eufáusidos. Alcanzan la madurez sexual cuando tienen un año de edad, desovando entonces desde marzo hasta septiembre con una producción de 200 a 500 huevos, los cuales flotan en la superficie del agua. Tienen crías al menos dos veces en la vida.